# Turobin
Turobin is een dorp in het Poolse woiwodschap Lublin, in het district Biłgorajski. De plaats maakt deel uit van de gemeente Turobin en telt 1000 inwoners.

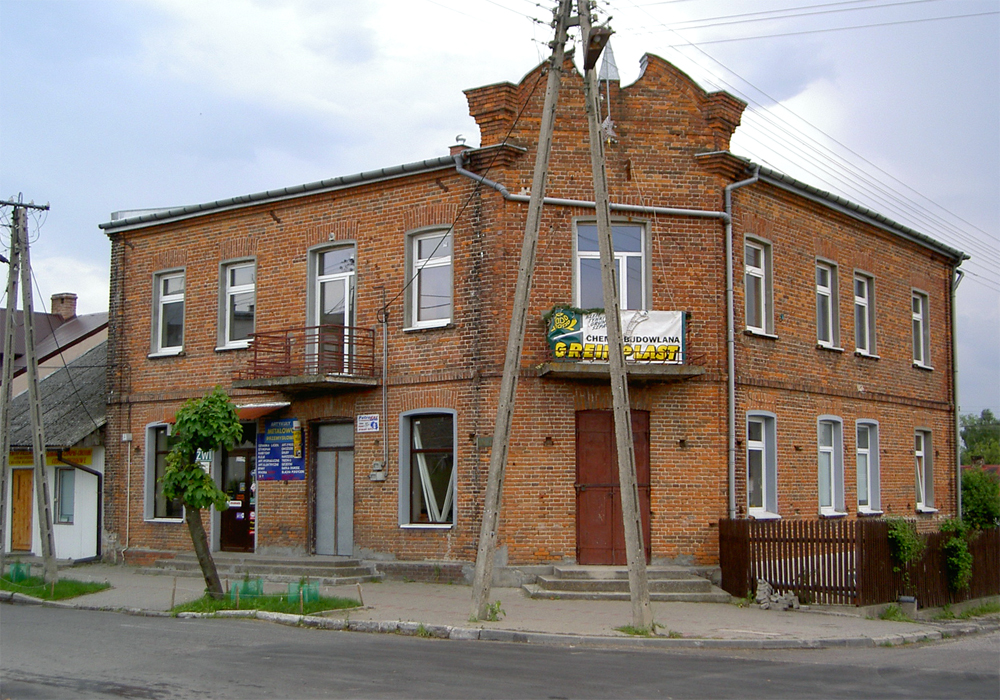
Kamienica przy ul. Piłsudskiego
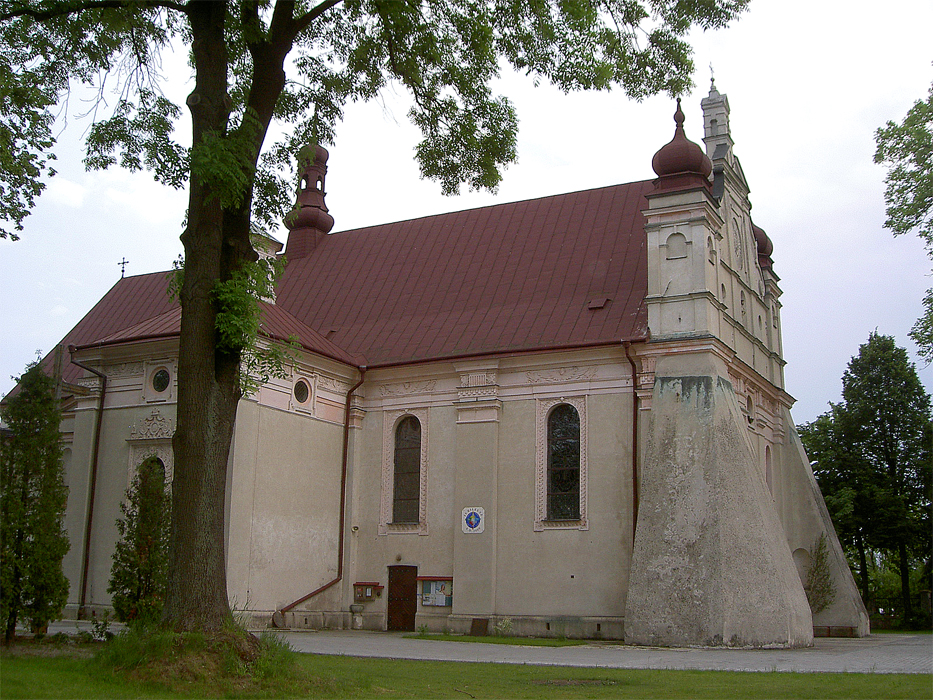
Kościół pw. św. Dominika
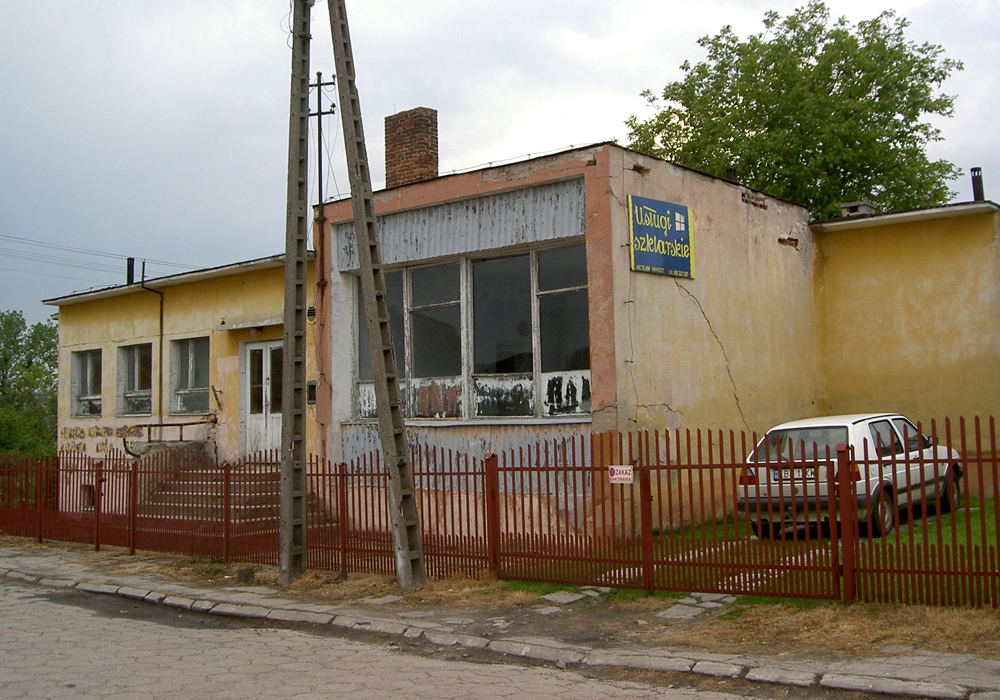
Stary pawilon w centrum
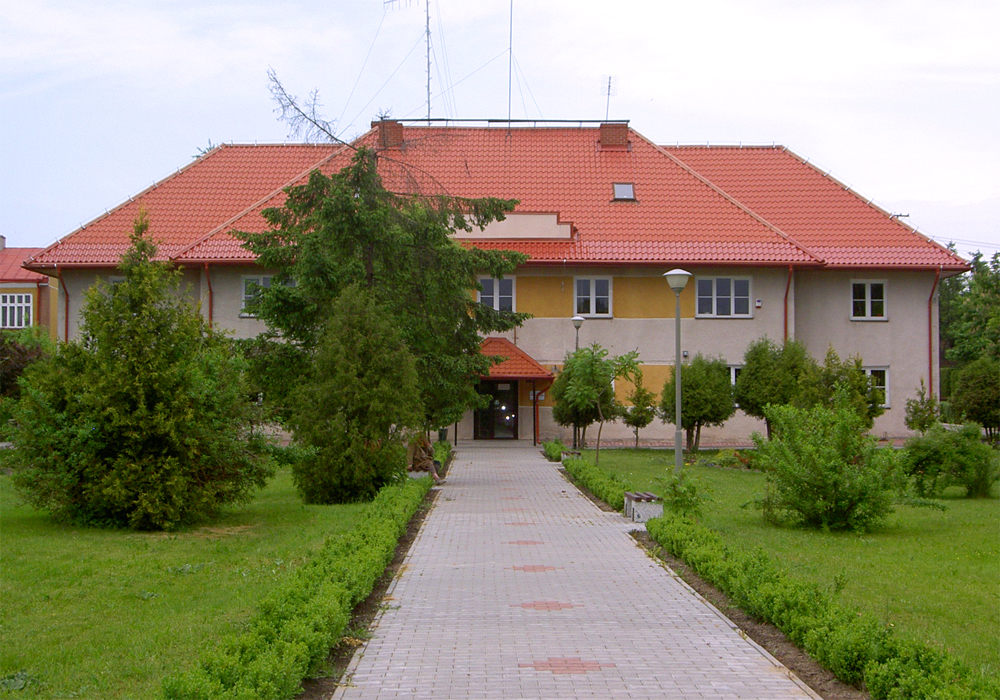
Urząd Gminy w Turobinie
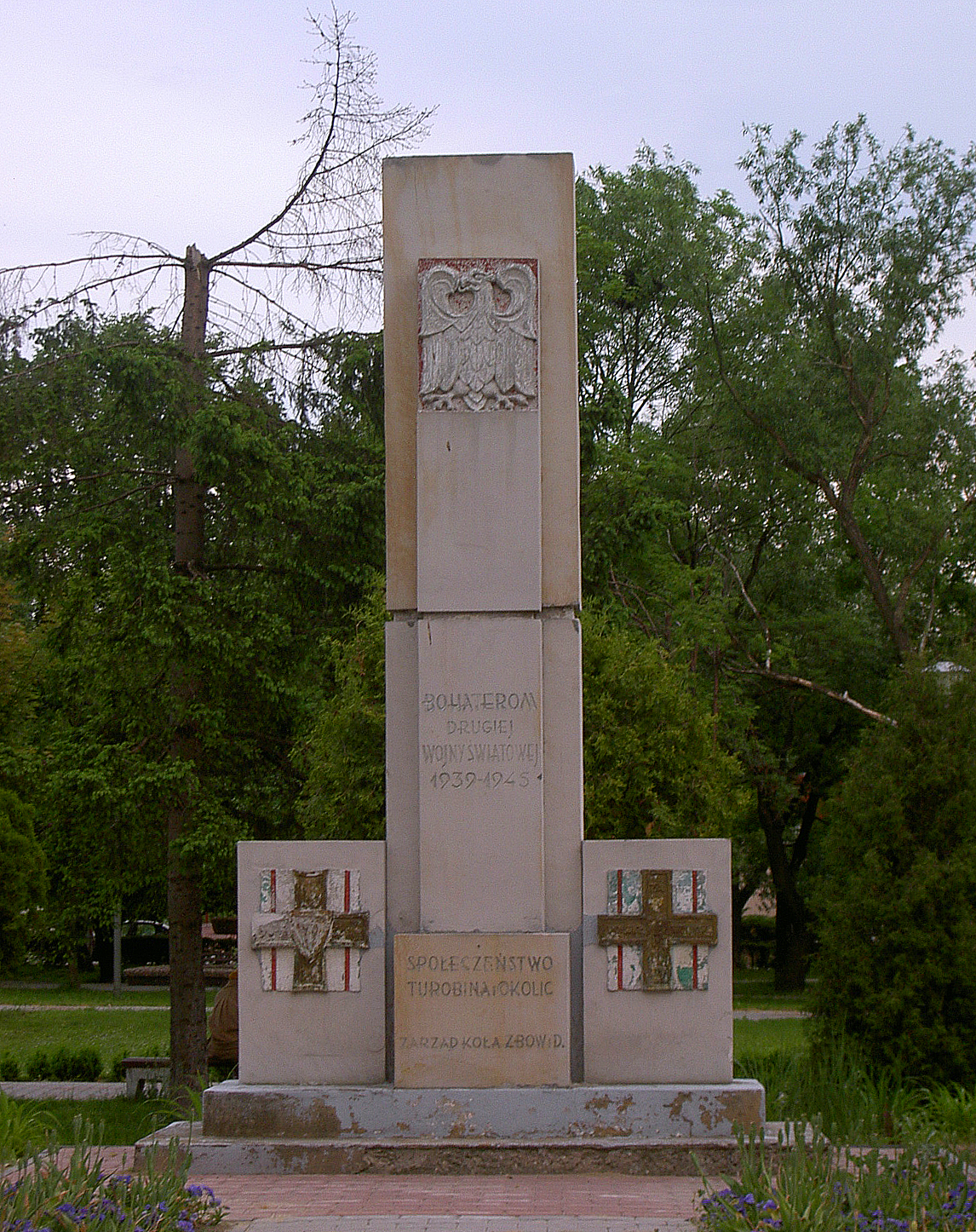
Pomnik w rynku
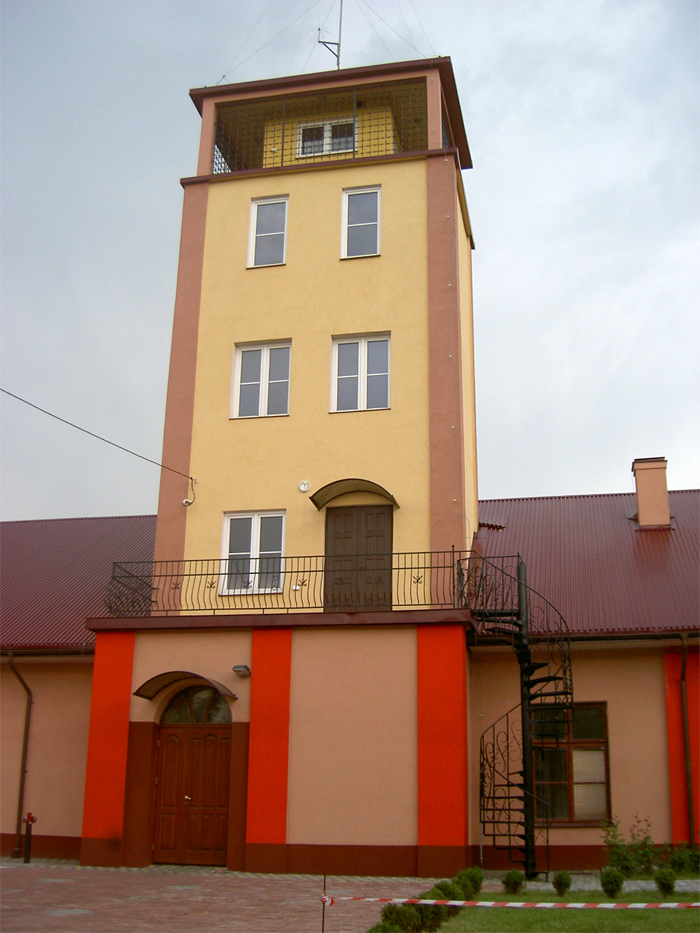
Remiza strażacka